# Episodi di Squadra Speciale Cobra 11 (sesta stagione)
La sesta stagione della serie televisiva Squadra Speciale Cobra 11 è stata trasmessa in prima visione in Germania da RTL in tre diversi periodi: dal 18 aprile al 2 maggio 2002 (episodi 81-83 secondo l'ordine di messa in onda, costituenti la seconda parte della stagione 11 di RTL), dal 5 settembre al 7 novembre dello stesso anno (stagione 12 di RTL, comprendente gli episodi 84-92), e infine dal 13 marzo al 10 aprile 2003 per i rimanenti episodi (stagione 13). In Italia è stata trasmessa in prima visione da Rai 2 dal 5 maggio al 7 luglio 2003, nella nuova collocazione in prima serata, seguendo l'ordine di produzione degli episodi.
Il primo episodio ha durata doppia in quanto telefilm pilota della stagione.
| nº | n° RTL (diffusione) | Titolo originale           | Titolo italiano                  | Prima TV Germania | Prima TV Italia |
| -- | ------------------- | -------------------------- | -------------------------------- | ----------------- | --------------- |
| 1  | 84                  | Hetzjagd                   | Corruzione/Corsa contro il tempo | 5 settembre 2002  | 5 maggio 2003   |
| 2  | 81                  | Der Kleine                 | Il piccolo                       | 18 aprile 2002    | 12 maggio 2003  |
| 3  | 87                  | Wehrlos                    | La musica dei suoni              | 26 settembre 2002 | 12 maggio 2003  |
| 4  | 86                  | Im Kreuzfeuer              | Vendetta personale               | 19 settembre 2002 | 19 maggio 2003  |
| 5  | 82                  | Schwarze Schafe            | Nella tana del lupo              | 25 aprile 2002    | 19 maggio 2003  |
| 6  | 92                  | Späte Rache                | Doppia personalità               | 7 novembre 2002   | 2 giugno 2003   |
| 7  | 83                  | Blackout                   | Un incubo per Semir              | 2 maggio 2002     | 2 giugno 2003   |
| 8  | 90                  | Vater und Sohn             | Riconciliazione                  | 24 ottobre 2002   | 9 giugno 2003   |
| 9  | 95                  | Verraten und verkauft      | Sognando Maiorca                 | 27 marzo 2003     | 9 giugno 2003   |
| 10 | 88                  | Bis zum bitteren Ende      | Spalle al muro                   | 10 ottobre 2002   | 16 giugno 2003  |
| 11 | 93                  | Tod eines Reporters        | Morte di un reporter             | 13 marzo 2003     | 16 giugno 2003  |
| 12 | 85                  | Tödliche Kunst             | Il periodo blu                   | 12 settembre 2002 | 23 giugno 2003  |
| 13 | 89                  | Der perfekte Mord          | Senza pietà                      | 17 ottobre 2002   | 23 giugno 2003  |
| 14 | 94                  | Ein tiefer Fall            | Un caso disperato                | 20 marzo 2003     | 30 giugno 2003  |
| 15 | 91                  | Die Clique                 | La mano assassina                | 31 ottobre 2002   | 30 giugno 2003  |
| 16 | 96                  | Schatten der Vergangenheit | Elsa (Elena)                     | 3 aprile 2003     | 7 luglio 2003   |
| 17 | 97                  | Abschied                   | L'addio                          | 10 aprile 2003    | 7 luglio 2003   |

## Corruzione/Corsa contro il tempo
- Titolo originale: Hetzjagd
- Diretto da: Raoul W. Heimrich
- Scritto da: Ralf Ruland

### Trama
Tom e Semir fermano un camion pieno di armi illegali, successivamente ricevono una soffiata da un loro informatore che si rivelerà poi una trappola organizzata dai trafficanti per fare in modo che i due protagonisti vengano arrestati e non disturbino più i loro traffici. Il piano prevede di uccidere l'informatore con la pistola di Tom e farli trovare sul posto svenuti con un grosso carico di droga. Ma grazie all'aiuto dei colleghi, Tom e Semir riescono ad evadere e a indagare su questa vicenda.
- Altri interpreti: Dirk Simpson (Otto Golsen), Astrid M. Fünderich (Lea van Kerkhoven), Dieter Landuris (Behler), Marcus H. Eberhard (Kai Schroder)

Nota: l'episodio, come tutti quelli a durata doppia, in Italia è stato trasmesso in prima visione integralmente, e successivamente diviso in una prima parte e in una seconda parte in occasione delle successive repliche in fascia preserale, con relativo adattamento del titolo. Tuttavia, qualche anno dopo, a seguito della perdita della seconda parte, si è reso necessario riacquistarla da RTL e ridoppiarla; le due parti sono state così erroneamente reintitolate Corruzione e Corsa contro il tempo.

## Il piccolo
- Titolo originale: Der Kleine
- Diretto da: Carmen Kurz
- Scritto da: Andreas Heckmann, Andreas Schmitz

### Trama
Padre (Peter Schmidt) e figlio (Robert Schmidt) stanno viaggiando in auto quando vengono speronati da due loschi individui al soldo di altrettanto misteriosi uomini. Il padre resta gravemente ferito e il figlio sotto choc non riesce a essere utile nelle indagini. Tom e Semir accudiranno e cercheranno di farsi amico il ragazzo per scoprire i mandanti.
- Altri interpreti: Arman Inci (Robert Schmidt), Sebastian Goder (Peter Schmidt), Zsolt Bacs (Ante Dedic), Hans Kremer (Dott. Exner)

## La musica dei suoni
- Titolo originale: Wehrlos
- Diretto da: Carmen Kurz
- Scritto da: Nick Ickx, Stefan Sasse

### Trama
Una famosa pianista non vedente corre in mezzo all'autostrada confusa e disorientata; Tom e Semir scoprono che era stata rapita ma è riuscita a fuggire, così, tentano di ripercorrere le fasi del suo rapimento e scoprire i responsabili.
- Altri interpreti: Elisabeth Lanz (Maria Struck), Karsten Dörr (Dirk Schneider), Matthias Komm (Harry Kaschke), Gero Nievelstein (Frank Kaschke)

## Vendetta personale
- Titolo originale: Im Kreuzfeuer
- Diretto da: Axel Barth
- Scritto da: Markus Müller

### Trama
Semir e Tom indagano su un omicidio che pare includere il figlio del ricchissimo Ernst Wagner, che abita in una prestigiosa villa situata in una foresta ai confini della città. In seguito la coppia viene a sapere di Vera Berger, fotografa, che sostiene di aver fotografato Wagner mentre uccideva a sangue freddo un altro uomo. In seguito anche il figlio di Wagner verrà ucciso. Quest'ultimo in seguito ingaggia alcuni sicari facenti parte della sua organizzazione criminale, e dopo essere stati in pericolo molteplici volte insieme alla stessa Vera, i due ispettori riescono a uccidere Wagner dopo che ha tentato di annegare Tom, e eliminano la sua organizzazione.
- Guest star: Jürgen Hensch (Ernst Wagner), Martin Armknecht (Alfred Grossmann), Tanja Lanäus (Vera Berger)

## Nella tana del lupo
- Titolo originale: Schwarze Schafe
- Diretto da: Axel Barth
- Scritto da: Elke Schilling, Thomas Schwank

### Trama
Il proprietario di un'impresa di spedizioni sfonda un posto di blocco senza un motivo apparente. Tom e Semir indagano e scoprono un giro di corruzione.
- Guest star: Margrit Sartorius (Petra Becker), Dietmar Mues (Uwe Kossak), Olaf Rauschenbach (Martin Eichel), Max Gertsch (Jochen Schrader)

## Doppia personalità
- Titolo originale: Späte Rache
- Diretto da: Raoul W. Heimrich
- Scritto da: Andreas Schmitz, Andreas Heckmann

### Trama
Semir e Tom indagano, insieme a una bella psicologa che accende la gelosia di Andrea, su un serial killer che, per vendetta, cerca di uccidere tutti quelli che hanno avuto a che fare con la sua condanna per omicidio, dodici anni prima. Anche il Commissario Engelhardt è in pericolo.
- Altri interpreti: Max Herbrechter (Michael Dekker), Kirsten Block (Susanne Thiel), Nadine Krüger (pubblico ministero Wolf)

## Un incubo per Semir
- Titolo originale: Blackout
- Diretto da: Raoul W. Heimrich
- Scritto da: Markus Hoffmann

### Trama
Mentre è di pattuglia Tom chiede ad Andrea dove sia Semir, e nel frattempo vede un'auto sfrecciare a tutta velocità e cerca di farla accostare, ma l'auto continua incontrastata a correre fino a quando si ribalta diverse volte. Una volta ferma, Tom incredulo estrae dall'auto privo di sensi proprio il collega. L'auto risulta rubata e con essa è stato commesso un omicidio. Tutte le prove sono contro Semir nel cui sangue sono state trovate tracce di alcool e di droga. Ma in realtà si tratta di un trucco per incastrare Semir architettato da un malvivente che vuole vendicarsi del poliziotto, che lo aveva arrestato anni prima.
- Altri interpreti: Vijak Bayani (Hayat Bülent), Birol Ünel (Harkan Bülent)

## Riconciliazione
- Titolo originale: Vater und Sohn
- Diretto da: Holger Gimpel
- Scritto da: Andreas Schmitz, Andreas Heckmann

### Trama
Jochen, il figlio di Dieter, ruba una macchina insieme alla sua ragazza, però l'auto appartiene a un pericoloso pirata informatico di nome Schmidt, che stava trasportando un CD contenente un trojan in grado di accedere a conti bancari. Quando scopre chi gli ha rubato l'auto, egli cerca di fare di tutto per riprenderselo.
- Altri interpreti: Jona Mues (Jochen Bonrath), Matthias Paul (Dott. Schmidt/Hans Peter Morback), Anna Werner (Tina)

## Sognando Maiorca
- Titolo originale: Verraten und verkauft
- Diretto da: Sebastian Vigg
- Scritto da: Stefan Dauck, Christian Heider

### Trama
Andrea e Semir hanno organizzato un romantico weekend a Maiorca ma un nuovo caso che coinvolge un gioiello e una lunga serie di omicidi rischia di far sfumare tutto. Come sempre Tom aiuterà Semir a districare il groviglio di indizi in una corsa contro il tempo per non perdere il volo.
- Altri interpreti: Yvonne de Bark (Anja Seidel), Felix Theisen (Sebastian Seidel), Hartmut Becker (Dott. Krüger), Ulla Sachse (signora Wagner), Karl Heinz Gierke (Werner Becker)

## Spalle al muro
- Titolo originale: Bis zum bitteren Ende
- Diretto da: Carmen Kurz
- Scritto da: Lorenz Stassen (sceneggiatura), Thomas Kämpf (soggetto)

### Trama
Un uomo trovato sulla scena di un delitto viene arrestato da Tom e Semir; L'arrestato è un agente della narcotici, che per difendersi dalle accuse arriva a sequestrare Andrea, Otto e Dieter. Tom e Semir indagando scoprono che è coinvolta la Squadra Speciale della Polizia che sta gestendo la situazione del sequestro.
- Altri interpreti: Hansa Czypionka (Rudolf Behrmann), Thomas Pohn (Jürgen Blaske), Christoph Lindert (Peters), Christian Koerner (Hamacher)

## Morte di un reporter
- Titolo originale: Tod eines Reporters
- Diretto da: Carmen Kurz
- Scritto da: Stefan Dauck, Christian Heider

### Trama
Un reporter viene a scoprire una società illegale di smaltimento di rifiuti tossici e viene inseguito dai criminali fino ad arrivare a un'area di servizio, dove viene investito dalla Engelhardt. Una volta soccorso l'uomo viene ucciso.
- Altri interpreti: Jens Peter Nünemann (Schulte), Jochen Kolenda (Lambert), Hans-Joachim Heist (Bachmann), Johannes Hitzblech (Jacobsen)

## Il periodo blu
- Titolo originale: Tödliche Kunst
- Diretto da: Sebastian Vigg
- Scritto da: Jeanette Pfitzer, Frank Koopmann

### Trama
Dei rapinatori assaltano un furgone portavalori per rubare alcuni quadri di altissimo valore. Durante l'inseguimento la Engelhardt rimane ferita e il ruolo del capo viene assegnato a Otto, che però non è in grado di risolvere questo complicato caso.
- Altri interpreti: Miachel Greiling (Karl Borgstedt), Stefanie Japp (Dott. Weber), Wilhelm Manske (Kramer)

## Senza pietà
- Titolo originale: Der perfekte Mord
- Diretto da: Sebastian Vigg
- Scritto da: Elke Schilling

### Trama
Una giovane imprenditrice viene rinvenuta morta in un'area di parcheggio dell'autostrada. I sospetti ricadono sul meccanico dell'assistenza incidenti che ha già dei precedenti per violenza. Benché inizialmente orientati verso la colpevolezza dell'uomo Tom e Semir scopriranno che la realtà è più complicata di quello che appare.
- Altri interpreti: Andreas Herder (Frank Moritz), Andreas Hofer (Rolf Pfeifer), Claus Peter Seifert (Robin Jacobi), Karina Kraushaar (Meike Moritz)

## Un caso disperato
- Titolo originale: Ein tiefer Fall
- Diretto da: Holger Gimpel
- Scritto da: Andreas Schmitz, Andreas Heckmann

### Trama
Tom e Semir sono alla ricerca del pirata della strada che ha causato un incidente sull'autostrada, incidente in cui ha perso la vita una giovane ragazza. Durante lo svolgimento delle indagini Tom incontra una sua ex compagna di scuola con un marito dal comportamento non molto ortodosso.
- Altri interpreti: Ingo Naujoks (Werner Freese), Marion Mitterhammer (Isabelle Freese), Max Riemelt (Marcel Freese)

## La mano assassina
- Titolo originale: Die Clique
- Diretto da: Holger Gimpel
- Scritto da: Stefan Dauck, Christian Heider

### Trama
Durante una gara illegale tra auto uno dei ragazzi che guidavano rimane ucciso in un incidente. Durante i sopralluoghi Tom e Semir si rendono conto che in realtà l'incidente è stato causato da alcuni colpi di fucile sparati contro l'auto del ragazzo. Scopriranno che il ragazzo era stato pagato per testimoniare il falso in un processo che vedeva imputato il figlio di un noto avvocato, accusato di aver causato un incidente in cui era morto un giovane e la sua fidanzata era rimasta gravemente ferita. Le indagini li condurranno a scoperte sorprendenti.
- Altri interpreti: Sebastian Ströbel (Daniel Merseburger), Roland Riebeling (Robert), Maria Simon (Laura Friedrich), Elmar Gehlen (Johannes Friedrich)

## Elsa (Elena)
- Titolo originale: Schatten der Vergangenheit
- Diretto da: Carmen Kurz
- Scritto da: Uli Tobinsky

### Trama
Tom confessa a Semir di essere stato da una cartomante, la quale gli ha rivelato che presto conoscerà la donna della sua vita. Intanto un pauroso incidente in autostrada, causato da un camion impazzito, porta Tom e Semir a indagare su di una società di trasporti, nella quale lavora una bellissima donna di cui Tom si innamorerà.
- Guest star: Ursula Buschhorn (Elena Krüger), Anian Zollner (Leon Zürs), Michael Dick (Oliver Reimers), Marcus Grüsser (Araan Reuter)

Nota: il titolo con cui l'episodio è stato mandato in onda in Italia è chiaramente erroneo, dal momento che il nome della protagonista femminile è Elena.

## L'addio
- Titolo originale: Abschied
- Diretto da: Carmen Kurz
- Scritto da: Andreas Schmitz, Andreas Heckmann

### Trama
Tom e la sua fidanzata Elena stanno per avere un bambino e sono momenti felici per Tom, ma l'ex fidanzato di Elena che Tom e Semir pensavano fosse morto, torna per vendicarsi e uccidere Tom, che incolpa di avergli provocato le bruciature di 2º grado sulla spalla e la parte destra del volto, per le quali soffre ogni giorno dolori terribili che deve alleviare con delle dosi di morfina. Al suo posto però, per errore, muoiono Elena e il bambino che portava in grembo. Tom e Semir riescono a ritrovare il criminale, lo arrestano e smantellano la sua organizzazione ma per Tom questo è stato un duro colpo; non riesce più a continuare a essere un poliziotto e decide di rassegnare le dimissioni.
- Guest star: Anian Zollner (Leon Zürs), Ursula Buschhorn (Elena Krüger), Geno Lechner (Katharina Krasner), Marcus Grüsser (Araan Reuter)